# Acacia wilcoxii
Acacia wilcoxii är en ärtväxtart som beskrevs av Bruce R. Maslin. Acacia wilcoxii ingår i släktet akacior, och familjen ärtväxter. Inga underarter finns listade i Catalogue of Life.